# Eva (film 2011)
Eva è un film del 2011 diretto da Kike Maíllo.

## Trama
Nell'anno 2041 gli esseri umani convivono con i robot. L'ingegnere cibernetico Álex Garel torna dopo dieci anni di assenza a Santa Irene, la sua città natale, per portare a termine un progetto assegnatogli da Julia, una delle scienziate della Facoltà di Robotica: creare un bambino robot dotato di maggiore spontaneità, il modello SI-9. Gli androidi già esistenti, pur avendo un livello di emotività ed empatia simulata nel rapportarsi con gli umani, che possono essere variati, hanno infatti dei vincoli e non possono essere commercializzati se ritenuti potenzialmente pericolosi per gli umani. La facoltà gli affianca proprio uno di questi androidi, un maggiordomo robotico, Max. Insieme ad Álex vive Gris, un gatto robotico, programmato senza vincoli, in modo da comportarsi in maniera naturale, anche se questo tipo di programmazione è illegale.
Arrivato in città Álex conosce Eva, la figlia di suo fratello David e della sua ex fidanzata Lana, che aveva lasciato anni prima quando abbandonò Santa Irene, ma da cui è ancora attratto. Lana era una promettente ricercatrice e collega di Álex, ma nel frattempo ha abbandonato la ricerca per divenire insegnante.
Eva è una bambina anticonformista e diversa dai suoi coetanei, ed Álex, nonostante la contrarietà della madre, vorrebbe usarla come modello per la psiche del modello robotico che sta progettando, anche se questo viene ritenuto errato da Julia in quanto l'SI-9 avrebbe dovuto essere un modello maschile. Durante i test attitudinali tra lo zio e la bambina si instaura un forte legame di amicizia. La nipote sembra essere molto insofferente alle regole e spesso riporta un modo di dire riferitole dalla madre, sul fatto che occorra "cadere dalla montagna", ovvero commettere errori, per poter imparare. Il progettista mostra alla nipote il prototipo su cui sta lavorando e lo schema del suo cervello artificiale, rappresentato come un insieme tridimensionale di oggetti simili ad ampolle ed alambicchi, ognuno legato ad una caratteristica o un tratto caratteriale. Lo stesso automa, attivato per prova, inizia ad interagire con l'ambiente, nel tentativo di imparare.
Approfittando di una festa a cui vengono lasciati soli da David, Álex cerca di baciare Lana, pensando che il suo rapporto con David sia in crisi (a causa di una bugia di Eva, che per compiacerlo aveva affermato che i genitori vivessero separati). Questa lo respinge scappando e, essendo stati visti da David, i due fratelli hanno un acceso diverbio, in cui David gli rinfaccia di aver abbandonato la donna già una volta. Dopo questi eventi Álex vorrebbe lasciare nuovamente la città e rinunciare al lavoro, ma viene spronato da Julia a terminarlo e a non lasciare nuovamente le cose a metà.
Lana, venuta a sapere che l'ingegnere vorrebbe nuovamente lasciare la città, torna da lui per confidargli un segreto: Eva non è la figlia naturale di lei e David, ma una creazione frutto proprio di Álex e Lana. Eva, che ha assistito allo scambio di battute, riuscendo a leggere il labiale della madre, fugge spaventata, non prima di farsi scoprire. Lana la insegue, in un paesaggio innevato, e la trova apparentemente svenuta sull'orlo di un dirupo: qui ne apre la schiena con un coltello e si scopre quindi che Eva è un androide, seppur ricoperto di uno strato di pelle in grado di sanguinare. Sostituendone una delle quattro batterie la bambina robotica si riattiva, ma è scioccata dalle rivelazione a cui ha assistito e dal sangue con cui è macchiata e non comprende cosa stia succedendo. Respinge i tentativi della madre di abbracciarla per calmarla, finendo per farla scivolare fin sull'orlo del dirupo, per poi assistere, immobile, alla sua caduta pochi secondi dopo.
Tornata alla casa di Álex sembra svenirgli tra le braccia. Alcune ore dopo l'ingegnere riceve una telefonata da David e, con la piccola androide, raggiunge l'ospedale, appena in tempo per vedere Lana morire. Eva si sente responsabile, avendo spinto lei la madre giù dal dirupo, e si confida con Max, che aveva colto la tensione del momento, ma a cui Álex non aveva spiegato nulla. Max mette a dormire sul divano Eva; in un momento successivo Alex, scostandole il vestito, constata che è effettivamente un essere artificiale.
Julia, giunta alla casa, fornisce ad Álex delle spiegazioni: dopo il suo abbandono della città Lana aveva portato avanti il progetto per un androide libero da vincoli a cui entrambi stavano lavorando, e proprio Eva ne era il risultato, il primo prototipo dei modelli SI-9. La bambina robotica tuttavia non aveva passato i test di sicurezza e sarebbe stata destinata alla distruzione, ma la giovane ricercatrice si era opposta, impegnandosi ad interessarsene in prima persona, e rinunciando ad ogni ulteriore ricerca nel campo. Tuttavia proprio il fatto che Eva abbia spinto Lana giù dalla montagna confermerebbe che la sua esistenza è un pericolo reale per gli umani che la circondano, e quindi deve essere distrutta. Álex si offre di farlo, non prima però di aver portato Eva e Max a pattinare (situazione in cui si rende evidente la "meccanicità" di Max, contro la naturalezza "simil-umana" di Eva), assistendo in disparte alla scena insieme al fratello. La sera Eva gli chiede di poter ascoltare le favole che gli raccontava Lana: questa infatti le narrava le storie de Le mille e una notte, ricordandole la storia di Shahrazād, che, narrando ogni sera una fiaba al sultano, riesce a salvarsi la vita. Eva si rende tuttavia conto che Álex non la riparerà e il progettista abbracciandola ne comanda la distruzione, con la frase chiave "Cosa vedi quando chiudi gli occhi?". Mentre il cervello elettronico si distrugge, con gli elementi grafici già visti nel film che, contenenti ognuno un ricordo della bambina androide, si dissolvono, l'inquadratura si concentra su uno (apparentemente ancora integro), in cui compare l'immagine di una spiaggia: si sente quindi la voce di Eva che risponde alla domanda, descrivendo la scena, ovvero Álex (definito il padre) che è sulla spiaggia con Lana (definita la madre) e la bambina stessa, intente a correre e giocare.

## Produzione

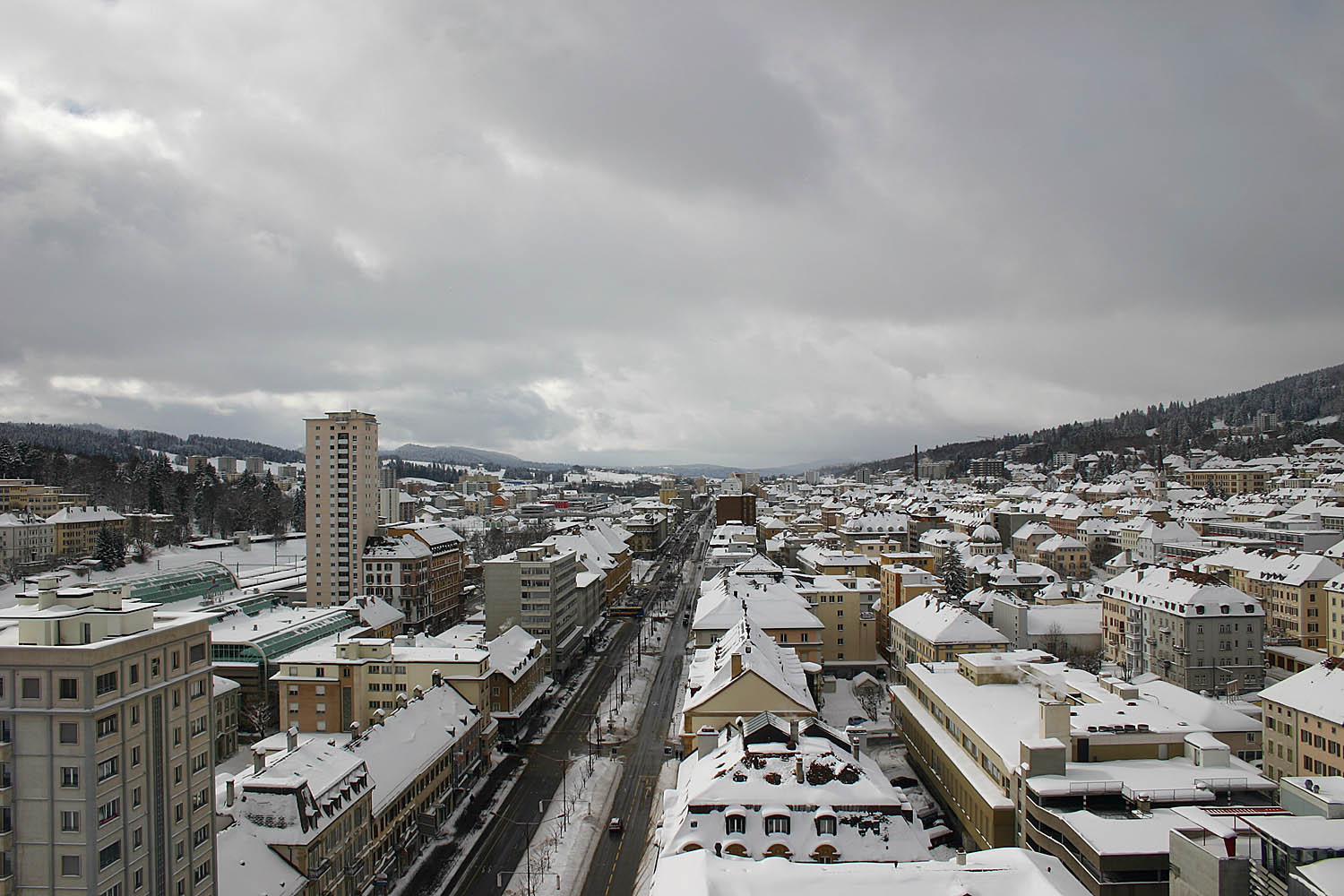
La Chaux-de-Fonds in inverno.

Gli interni del film sono stati girati in provincia di Barcellona, a Panticosa, mentre gli esterni invernali a La Chaux-de-Fonds, in Svizzera, e gli esterni sulla spiaggia a Tenerife.
Lo stile grafico del film miscela abiti, mezzi ed ambienti retro, con tecnologia futuristica.

## Distribuzione e riconoscimenti
Il film è stato presentato a settembre al Festival di Venezia 2011, dove ha vinto un premio collaterale, successivamente è stato presentato al Sitges - Festival internazionale del cinema della Catalogna dove ha vinto il premio per gli effetti speciali. Nella quarta edizione dei Premi Gaudí ha vinto il premio come Miglior film in lingua catalana, mentre tra il cast attori hanno vinto dei premi Lluís Homar (Miglior attore non protagonista), Laia Colet (Migliore direzione artistica), Arnau Valls Colomer (Miglior fotografia) e Arturo Balseiro e Lluís Castells i Javi García per i migliori effetti speciali. Nell'edizione 2012 del Festival internazionale del film fantastico di Gérardmer ha vinto il premio del pubblico. Durante i Premi Goya 2012 Lluís Homar ha ottenuto il premio come Miglior attore non protagonista, mentre il regista Kike Maíllo ha ottenuto il riconoscimento come Miglior regista esordiente.
Il film è stato distribuito nelle sale cinematografiche spagnole il 28 ottobre 2011.

## Riconoscimenti
- 2011 - Festival di Venezia
  - Menzione speciale al Premio Vittorio Veneto
- 2011 - Sitges - Festival internazionale del cinema della Catalogna
  - Migliori effetti speciali
- 2012 - Premio Goya
  - Miglior attore non protagonista a Lluís Homar
  - Miglior regista rivelazione
  - Migliori effetti speciali